# Marian Respondek
Marian „Manni“ Respondek (* 2. April 1957 in Polen; † 5. Mai 2014) war ein polnischer Fußballspieler.

## Karriere
Marian Respondek stammte aus Polen; jedoch ist in den Datenbanken kein Eintrag zu finden, wonach er in seinem Heimatland als Fußballspieler aktiv war. Nach seiner offenbar vollzogenen Übersiedlung nach Deutschland gehörte er ab 1977 zum Kader des VfR Heilbronn, mit dem er 1979 Meister der Verbandsliga Württemberg wurde. Sein erster dokumentierter Einsatz auf nationaler Ebene erfolgte am 6. August 1978, als er mit den Heilbronnern in der ersten Runde des DFB-Pokals einen 1:0-Sieg gegen den TuS Langerwehe schaffte. In der zweiten Runde folgte dann eine 0:3-Niederlage beim Bundesligisten Fortuna Düsseldorf, bei der Respondek ebenfalls auf dem Platz stand.
Im Sommer 1979 wechselte er in die 2. Bundesliga Süd zum SV Waldhof Mannheim. Sein Profidebüt gab er gleich am ersten Spieltag der Saison 1979/80, dem 28. Juli 1979, als er beim 4:0-Sieg gegen den SV Röchling Völklingen in der Startelf aufgeboten wurde. Insgesamt absolvierte Respondek in zwei Jahren 65 Pflichtspiele in Meisterschaft und Pokal für den SV Waldhof, in denen ihm 13 Tore gelangen.
Zur Saison 1981/82, in der die 2. Bundesliga erstmals eingleisig spielte, schloss er sich dem Freiburger FC an. Nach einem guten Start belegte der FFC nach 19 Spieltagen zumindest noch den zwölften Tabellenplatz, holte dann aber in der Rückrunde nur noch sechs Punkte und stieg chancenlos aus dem Profilager ab, in das der Verein anschließend nicht mehr zurückkehren konnte. Zwar wurde in der Saison 1983/84 der Meistertitel in der Oberliga Baden-Württemberg errungen, doch in der folgenden Aufstiegsrunde, in der Marian Respondek alle sechs Spiele bestritt, kamen die Freiburger genau wie der TSV 1860 München nicht über 3:9 Punkte hinaus und mussten folglich dem FC Homburg sowie dem VfR Bürstadt den Vortritt lassen. Im Sommer 1985 verließ er nach 106 Ligaspielen in 2. Bundesliga sowie Oberliga Baden-Württemberg, in denen er 15 Tore erzielt hatte, den Klub in Richtung Schweiz.
In späteren Jahren lebte er mit seiner Ehefrau im schweizerischen Herisau (Kanton Appenzell Ausserrhoden), wo er zeitweise für den FC Herisau auflief. Dort gründete er 1986 die Firma Refida, die sich auf Sport- und Arbeitsbekleidung sowie Textildruck fokussierte. 2011 schloss das Outletcenter des Unternehmens. In Herisau wurde er auch beigesetzt, nachdem er am 5. Mai 2014 nach kurzer schwerer Krankheit gestorben war.